# Berdibeg

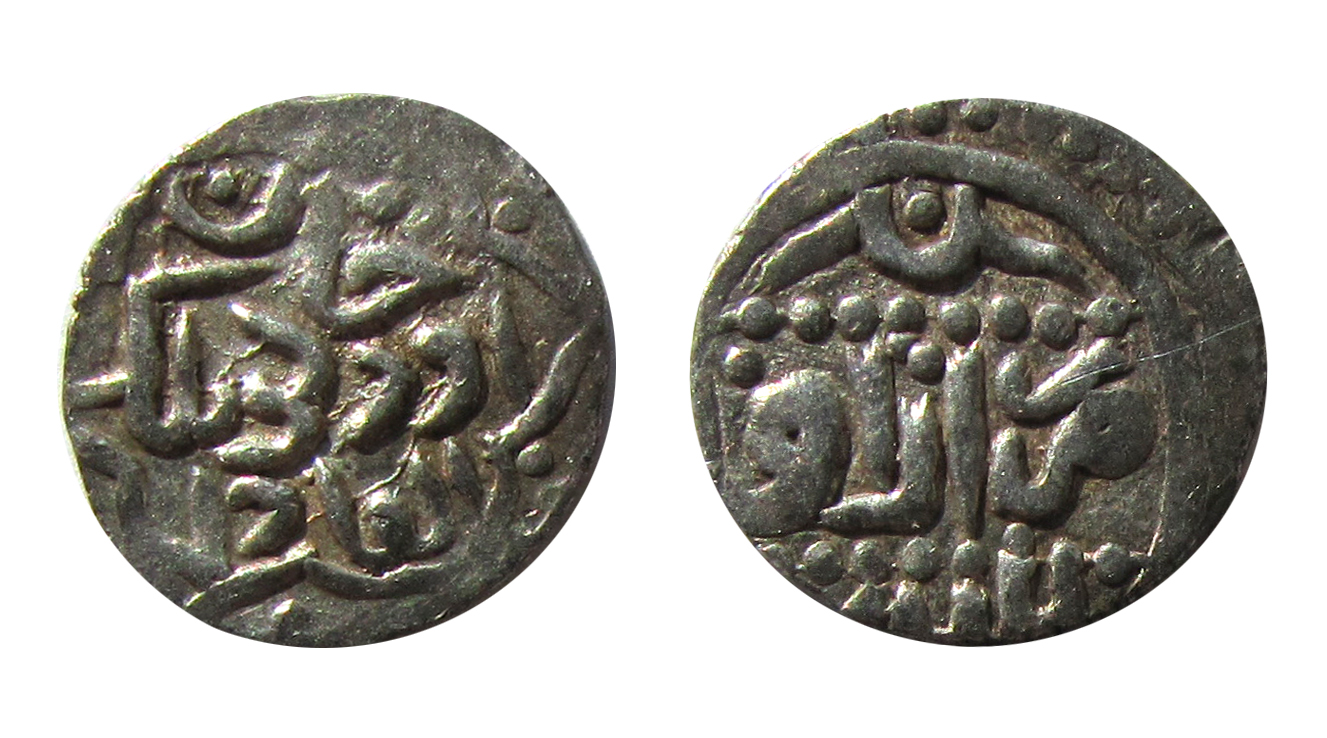
Pièce de monnaie (dirham) de Berdibeg datée de l'an 762 de l'Hégire (1359).

Berdibeg, Berdibek, Berdi Beg ou Muhammed Berdibeg Khan (né vers 1310 – † 1359), fut Khan de la Horde d'or de 1357 à sa mort.

## Biographie
Fils du Khan Djanibeg et de Toqai Toghlu Khatun, il accompagne son père en 1356 dans une expédition militaire menée dans le Caucase et devient gouverneur de l'Azerbaidjan. À peine établit à Tabriz, il apprend en 1357 la mort de son père et devient Khan de la Horde d'or ; une fois au pouvoir, Berdibeg fait assassiner douze de ses nombreux frères. En 1358, il confirme par un traité avec Venise les privilèges dont les marchands vénitiens jouissaient en Crimée et en Asie centrale.
Après deux années de règne, il est assassiné par son frère Kulna qui s'empare du pouvoir. La mort de Berdibeg marquera la fin d'une période de prospérité pour la Coumanie.
Il fut le beau-père de Mamaï, puissant chef militaire de la Horde bleue.